# خور الشم
خور الشام، هو مدخل في شبه جزيرة مسندم. سميت على اسم حاكم بومباي آنذاك، موونستيوارت إلفينستون، من قبل فريق المسح البريطاني الذي رسم خريطتها في عام 1820.

## التاريخ
سكان شبه جزيرة مسندم، والمعروفة أيضًا باسم رأس الجبال، هيمنت الشحوح منذ فترة طويلة على وعدد من القبائل التابعة (مثل الحبوس والطنيج) ويغطيها اليوم العمانيون بشكل رئيسي محافظة مسندم.
تاريخيًا، كانت المنطقة تعتبر القواسم ولكن كان من الصعب حكم الشحوح ذوي التفكير المستقل وكانت قراهم الشمالية الرئيسية غالبًا انفصالية، اعتمادًا على صعوبة الوصول إلى التضاريس التي يسكنونها. كان الشحوح في كثير من الأحيان في صراع مع القاسمي في كل من الشارقة ورأس الخيمة وكانوا أكثر استعدادًا لقبول سيادة مسقط، مما أدى إلى الاعتراف بمسندم بشكل عام كأراضي عمانية بحلول أوائل القرن العشرين.

### المسح
إجري المسح البحري البريطاني للساحل الجنوبي الشرقي للجزيرة العربية عام 1820، في أعقاب الحملة العقابية 1819 التي شنتها بريطانية ضد القواسم بدعم من البحرية الملكية مما أدى إلى المعاهدة البحرية العامة لعام 1820 الموقعة بين البريطانيين وعدد مما أصبح يعرف بأسم إمارات الساحل المتصالح. إجري المسح بتكليف من حاكم بومباي، مونستيوارت إلفينستون. بعد مسيرة دبلوماسية طويلة، في عام 1819، عين إلفينستون ملازم حاكم بومباي، و ظل في هذا المنصب حتى عام 1827، عندما تقاعد في إنجلترا.
كان الهدف الرئيسي للمسح هو استكشاف ساحل الإمارات المتصالحة وعمان وجزر مضيق هرمز للمساعدة في الملاحة للسفن البريطانية في المنطقة، ولكن أيضًا لاكتشاف أماكن الاختباء التي يستخدمها مضيق هرمز. القواسم والقوات البحرية الأخرى التي كانت تهاجم منذ فترة طويلة السفن العمانية وغيرها من السفن المحلية. بينما أشار المؤرخون البريطانيون في ذلك الوقت بشكل متكرر إلى هذه الغارات على أنها أعمال بحرية قرصنة (واستخدموا عبارة ساحل القراصنة لوصف المنطقة)، يشير المؤرخون المعاصرون إلى أن هذه الغارات شكلت عنصرًا من عناصر حالة الحرب القائمة بين القواسم وسلطان مسقط، سعيد بن سلطان البوسعيدي. وجد البريطانيون، المتحالفون مع مسقط، أنفسهم عالقين بين القوتين الإقليميتين.

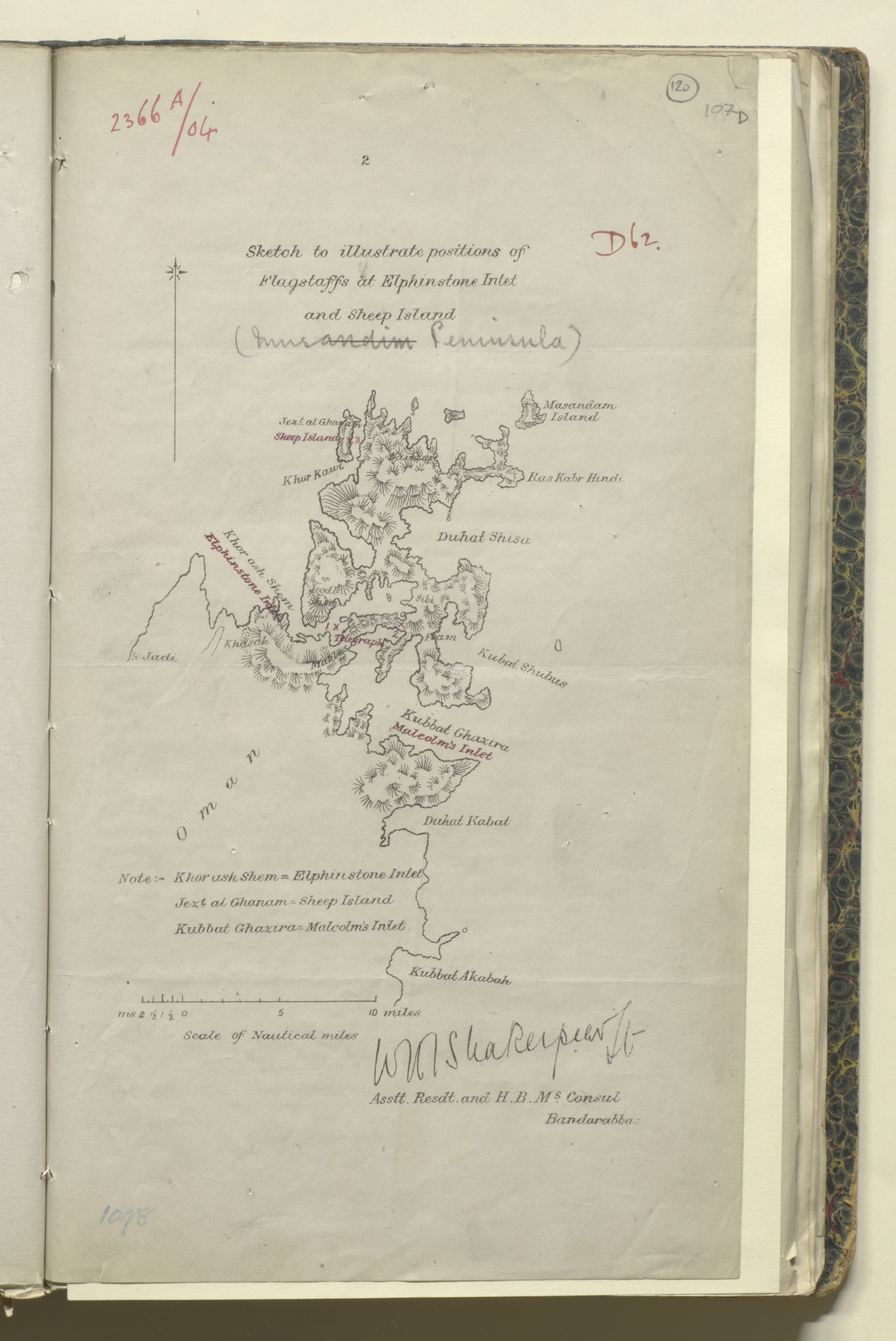
خريطة بريطانية لخور الشام

## الجغرافيا
يبلغ طول المدخل حوالي 16 كيلومترًا (9.9 ميلًا) ويحيط به منحدرات يتراوح ارتفاعها من 1000 إلى 1250 مترًا (3280 إلى 4100 قدم). تقع مسندم على حافة الصفائح التكتونية العربية، حيث تنخفض الصفائح تحت الصفيحة الأوراسية، وتدفع مسندم نحو الأسفل بمعدل 6 مـم (0.24 بوصة) تقريبًا سنويًا عند أقصى نقطة شمالًا. على الرغم من أن القصص تُروى محليًا عن البحارة الذين يغوصون في البحر تُنسب المياه الموجودة في الأكياس الجلدية إلى الجيولوجيا الفريدة للمنطقة، تنتشر الينابيع تحت سطح البحر في جميع أنحاء الساحل، وتغذيها طبقات المياه الجوفية من الجبال.
يبلغ عرض مدخل المدخل أقل من كيلومتر واحد ويصعب اكتشافه من اتجاه البحر، مما يجعله مكانًا مثاليًا للاختباء للبحارة المحليين في أوائل القرن التاسع عشر، الذين هربوا من مطارديهم البريطانيين الذين "رأوا بدهشة العدو يختفي فجأة من مكان الحادث كما لو كان بالقرب منهم". السحر". خور الشام توجد قرية الشام وجزيرة كبيرة تحمل نفس الاسم.
مجموعة إلفينستون عبارة عن مجموعة من خمسة نتوءات صخرية، معظمها من الحجر الجيري والحجر الرملي مع الدولوميت في بعض الأحيان، حددوا من قبل الجيولوجيين العاملين لدى مجموعة نفط العراق في عام 1959، وصنف ثلاثة منها ضمن تكوين غليلة.

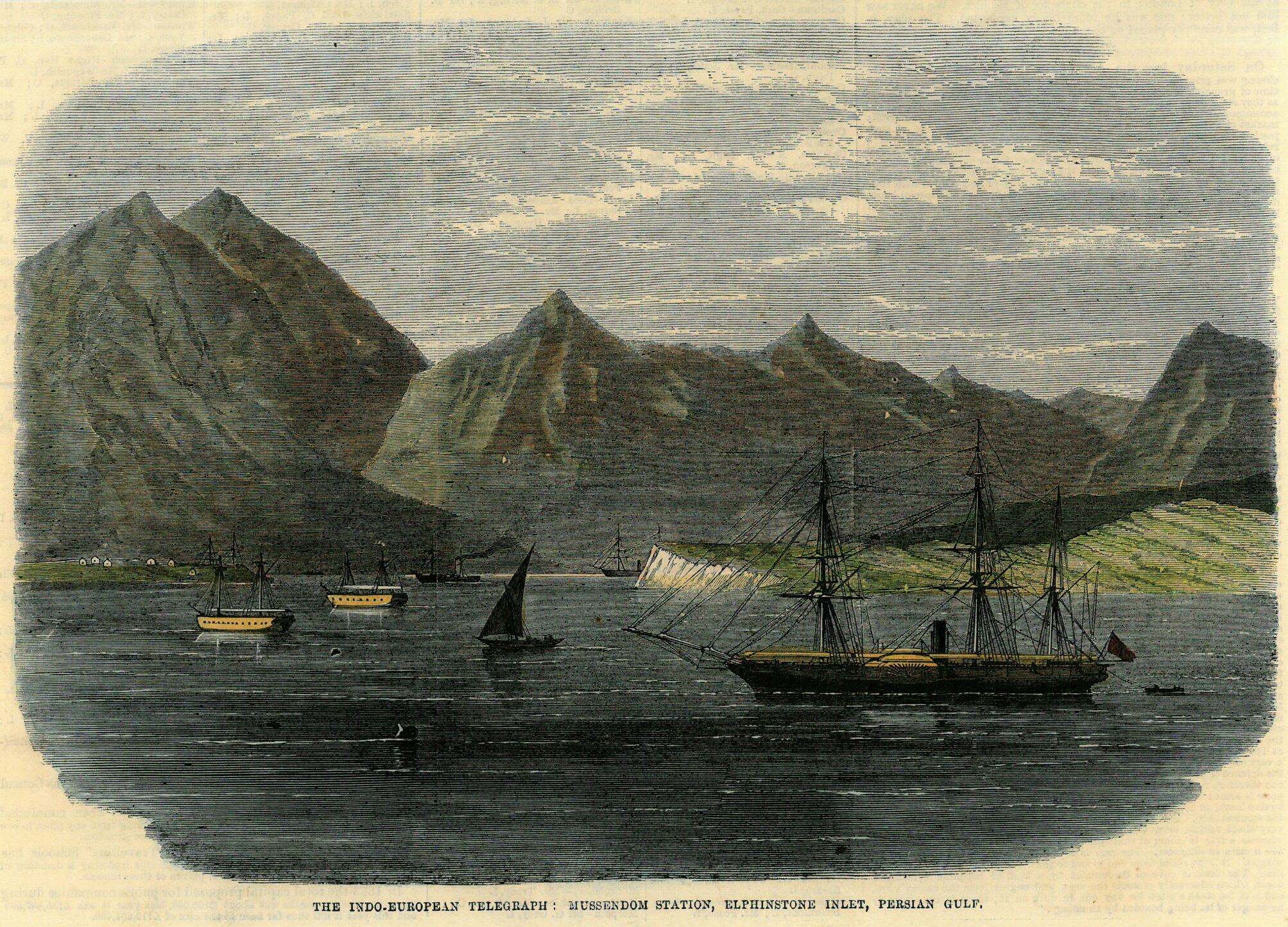
سفينة التلغراف الهندية الأوروبية تويد. خور الشام. أخبار لندن المصورة 1865

## جزيرة التلغراف
جزيرة التلغراف، والمعروفة محليًا باللغة العربية باسم جزيرة المقلب، يقع في خور الشم، على بعد أقل من 400 متر من شاطئ شبه جزيرة مسندم، وعلى بعد 500 متر جنوب جزيرة الشام. كانت الجزيرة موقعًا لمحطة إعادة إرسال التلغراف بين عامي 1864 و1868، والتي بنتها إدارة التلغراف الهندية الأوروبية التابعة للحكومة البريطانية عام 1862 بموجب اتفاقية مع سلطان مسقط في ذلك الوقت، ثويني بن سعيد. جاء قرار استخدام مسندم كموقع للمكرر بعد انهيار المفاوضات مع الحكومة الفارسية وتقرر مد الكابل من البحرين إلى مسندم ثم إلى جوادار، التي كانت في ذلك الوقت أيضًا تابعة لمسقط.
وفقًا للروايات البريطانية عن مد الكابل في خور الشم إلى جزيرة تلغراف، "يتوافق مظهر المكان جيدًا مع الشخصية المعروفة لسكانه، الذين هم متوحشون ومتوحشون إلى أقصى الحدود."
نقل الكابل ليمتد إلى جزيرة هينجهام في عام 1868. وظل الجنود البريطانيون المقيمون يحرسون الجزيرة بعد التخلي عنها كمحطة تلغراف، حتى عام 1873.